# Émerson Carvalho da Silva
Émerson Carvalho da Silva més conegut com a Émerson (Bauru, Brasil, 5 de gener de 1975) és un futbolista brasiler que disputà tres partits amb la selecció del Brasil.